# Ільф Ілля Арнольдович
Ілля́ Арно́льдович І́льф (справжнє ім'я Ієхієл-Лейб Файнзільберг, рос. Илья Арнольдович Ильф; 3 (15) жовтня 1897, Одеса — 13 квітня 1937, Москва) — російський радянський письменник, гуморист та фейлетоніст єврейського походження. У співавторстві з Євгеном Петровим написав кілька книг, найвідоміші з яких «Дванадцять стільців» (1928) й «Золоте теля» (1931).

## Життєпис

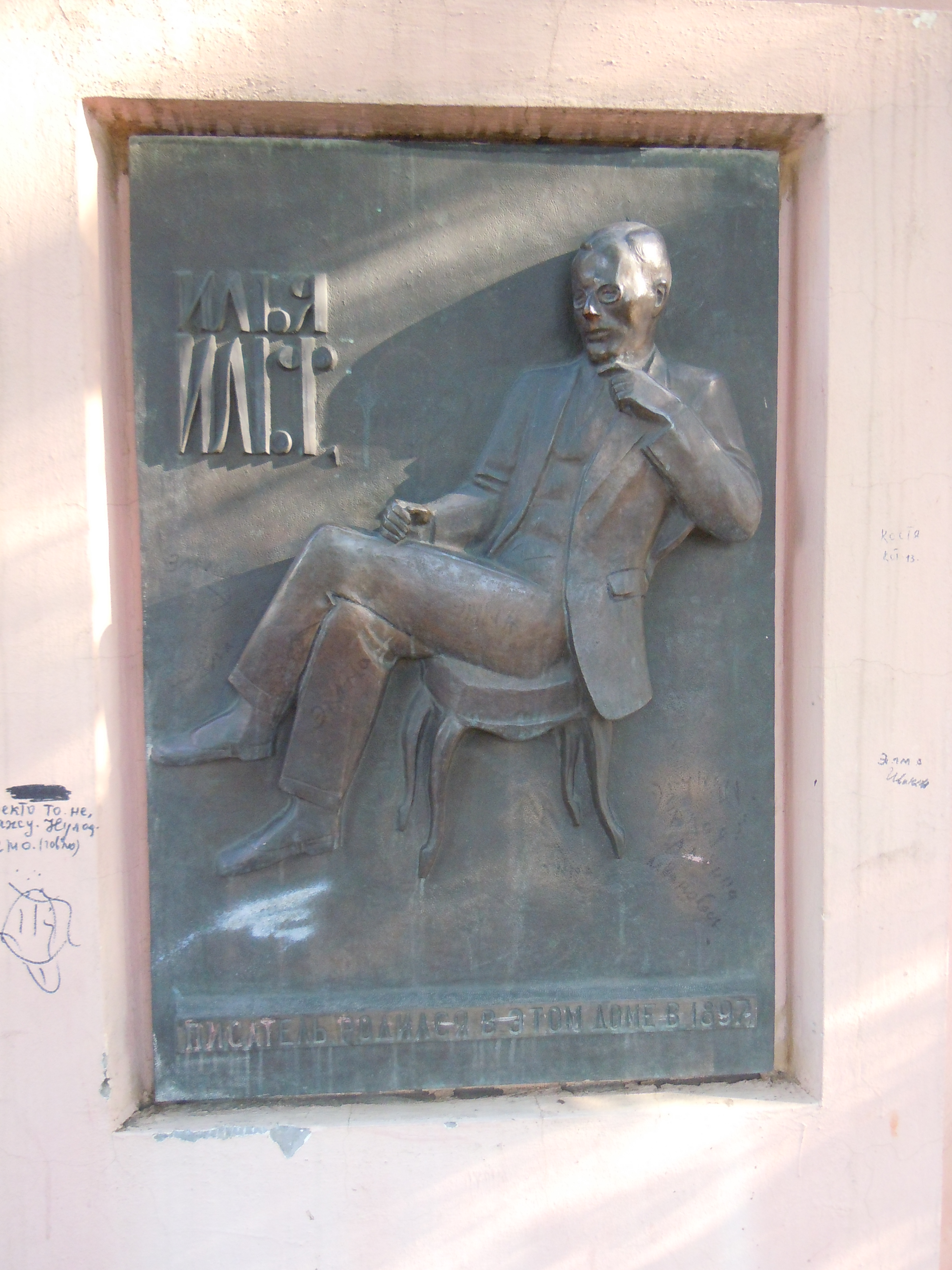
Меморіальна табличка на будинку за адресою вулиця Старопортофранківська, 137 в Одесі, де народився письменник

Народився в родині банківського службовця Ар'є Беньяміновича (1863—1933) і Міндлі Аронівни (до шлюбу Котлова; 1868—1922) Файнзільберг, родом з містечка Богуслав Київської губернії (сім'я переїхала до Одеси між 1893 і 1895 роками).
У 1913 закінчив технічну школу, після чого працював у креслярському бюро, на телефонній станції, на військовому заводі. Після революції був бухгалтером, журналістом, а потім редактором у гумористичних журналах. Був членом Одеського союзу поетів.
У 1923 приїхав до Москви, став співробітником газети «Гудок». Ільф писав матеріали гумористичного й сатиричного характеру — в основному фейлетони. У ранніх нарисах, розповідях і фейлетонах Ільфа неважко знайти думки, спостереження і деталі, згодом використані в спільних творах Ільфа і Петрова.
У 1925 відбувається знайомство майбутніх співавторів і з 1926 починається їхня спільна робота, на перших порах складається у створенні тем для малюнків і фейлетонів в журналі «Смехач» і обробці матеріалів для газети «Гудок».
Першою значною спільною роботою Ільфа і Петрова (Євгена Петрова) став роман «Дванадцять стільців». Так почалася творча співпраця Іллі Ільфа та Євгена Петрова. Робота над романом розпочалася у 1927 році, опублікований вперше був у 1928 році в журналі «30 днів» і в тому ж році вийшов окремою книгою. Історія про великого комбінатора була написана менш ніж за півроку. Основу роману Ільфу і Петрову підказав Валентин Катаєв, саме йому вони і присвятили пізніше свій твір. Цензура в ті часи була жорстка — до виходу книги у світ, її неабияк скоротили. Але процес чистки на цьому не закінчився. Ще 10 років «12 стільців» будуть жорстко редагувати і змінювати. У підсумку книга скоротиться майже на третину.
Згодом у співавторстві з Євгенієм Петровим написано:
- роман «Золоте теля» (1931);
- новели «Незвичайні історії з життя міста Колоколамська» (1928);
- новели «1001 день, або Нова Шахерезада» (1929);
- повість «Одноповерхова Америка» (1937).

У 1932—1937 Ільф і Петров писали фейлетони для газети «Правда».
Помер від туберкульозу в Москві 13 квітня 1937.

## Псевдонім
Псевдонім «Ільф» може бути скороченням від його імені Ілля Файнзильберг, але більш імовірно абревіатурою його єврейського імені відповідно до єврейської традиції іменних абревіатур.

## Дослідження літературної спадщини І. Ільфа
У 1950-х — 1960-х рр. перші в СРСР літературознавчі дослідження творів І. Ільфа та Є. Петрова здійснила київський літературознавець і текстолог Лідія Яновська.

## Виноски
1. ↑  Bibliothèque nationale de France BNF: платформа відкритих даних — 2011.
2. ↑  Архівована копія. Архів оригіналу за 14 березня 2012. Процитовано 14 вересня 2012.{{cite web}}:  Обслуговування CS1: Сторінки з текстом «archived copy» як значення параметру title (посилання)